# Мосарабы
Моса́рабы (исп. mozárabes [моса́рабэс]; порт. moçárabes [муса́рабиш] от араб. مستعرب‎ [муста`раб], «арабизированный», букв. «сделанный арабом», «превратившийся в араба»), или, если точнее, андалу́зские христиа́не:{{{1}}} — собирательное название для христиан, проживавших на территориях Пиренейского полуострова, находившихся под контролем мусульман (разных халифатов и султанатов, существовавших на полуострове с 711 по 1492 г.). Многие из них, несмотря на приверженность христианству, переняли восточную атрибутику, жизненный колорит, владели арабским языком, хотя родным для большинства из них оставался мосарабский язык. Свой язык сами мосарабы называли просто «латинским». При господстве мусульман имели ограничительный статус зимми, однако пользовались свободой вероисповедания в обмен на дополнительную дань джизью. Согласно шариату имели судебное самоуправление и церковную автономию. В силу своей хорошей образованности некоторые мосарабы занимали важные чиновничьи посты в правительствах мусульманских владык. Основными центрами проживания были такие крупные города как Толедо, Кордова, Сарагоса, Севилья и др. В VIII веке составляли до 90 % населения мусульманской Иберии; в XI веке, к тому моменту под властью мусульман уже оставалась только половина Иберии, их количество уменьшилось до примерно 50 % населения вследствие роста доли мусульман, гонений (особенно в 850—859 годах) и исламизации. В 1126 году были частично депортированы Альмохадами из подконтрольных им крупных городов Иберии в мусульманские районы Северной Африки. После реконкисты стали составной частью таких народов как испанцы, галисийцы, арагонцы, каталонцы и португальцы.

## Название
Термин мосараб (исп. mozárabes [моса́рабэс]; порт. moçárabes [муса́рабиш] от араб. مستعرب‎ [муста`раб], «арабизированный», букв. «сделанный арабом», «превратившийся в араба») впервые задокументирован в христианских источниках XI века; термин мосараб не использовался мусульманами для описания подвластных им христиан. Арабские источники описывали христиан как нашара (نصارى «назаряне»), или неточно по их юридическому религиозному статусу: ахль аз-зимма (أهل الذمة «люди книги») или муахидун (معاهدون «люди договора»):{{{1}}}.
Термин Мозараб, который сейчас иногда широко применяется ко всем христианам в Аль-Андалусе, неточен; например, многие христиане, живущие в исламской Испании, сопротивлялись арабизации.

## Статус
Христиане и евреи были обозначены как зимми в соответствии с шариатом (исламским правом). Зимми разрешалось жить в мусульманском обществе, но по закону они были обязаны платить дополнительный налог джизью за право исповедовать свою веру, и соблюдать ряд религиозных, социальных и экономических ограничений, связанных с их статусом. Несмотря на свои ограничения, зимми имели защиту от мусульманских правителей, и они не подлежали воинской повинности, потому что зимми было запрещено держать оружие.
Поскольку универсальная природа римского права была подорвана и заменена исламским правом на части Пиренейского полуострова, контролируемого мусульманами, законы шариата позволяли большинству этно-религиозных групп в средневековом исламском мире судить их собственными судьями по их собственному праву: у мосарабов были свои собственные суды и органы власти. Некоторые из них даже занимали высокие посты в администрации некоторых мусульманских правителей. Ярким примером является Раби ибн Зайд, дворцовый чиновник, который где-то между 961 и 976 годами написал знаменитый «Календарь Кордовы» для Абд ар-Рахмана III, выполнял различные дипломатические миссии в Германии и Ромейской империи и был вознаграждён епископством Эльвиры (современная Гранада). Более того, в 1064 году эмир Сарагосы Аль-Муктадир отправил Патернуса, мосарабского епископа Тортосы, в качестве посланника к королю Леона Фердинанду I в Сантьяго-де-Компостела, в то время как христианин Абу Умар ибн Гундисальвус, сакалиба (славянин), служил тому же правителю тайфы как визирь.

## Демографическая эволюция
Среди мосарабского населения различались вестготский и иберо-римский элементы, однако это различие, по-видимому, постепенно нивелировалось ввиду наличия общего противника (арабов-мусульман), а также благодаря единому вероисповеданию, принятому во времена Третьего Толедского собора задолго до арабского вторжения. Приток арабов (на побережье) и берберов (в глубине континента), а также исламизация и арабизация христиан постепенно сократили количество христиан в Аль-Андалусе примерно до половины к середине XI века. К этому времени, однако, часть христиан уже оказалось в пределах христианских королевств, стоявших во главе Реконкисты. Мосарабы обычно селились в особых кварталах, иногда за стенами города, однако в повседневной жизни поддерживали постоянный контакт с мусульманами. Мосарабское искусство несёт на себе глубокий отпечаток влияния арабской культуры. В разгар Реконкисты гонения на христиан участились и приняли массовый характер. Гонения в Кордобе (850—859) стали первым эпизодом массовой дискриминации. Массовая депортация горожан христианского вероисповедания в Магриб также имела место в 1126 году. После этой даты христианам было запрещено селиться в подконтрольных мусульманам городах Аль-Андалус. Однако в течение последующих ста лет практически вся Иберия была отвоёвана христианами. На небольшой территории Гранадского эмирата мосарабов уже практически не было.
Самыми значимыми мосарабскими центрами были Толедо и Кордова. В Кордове существовал специальный чиновник — дефенсор или протектор, который представлял христиан и защищал их интересы при дворе халифа. В маленьких селениях имелись судьи, избиравшиеся самими мосарабами. Судья первой инстанции, ведавший разбором тяжб между христианами, назывался цензором. Судьёй второй инстанции был граф. При этом мосарабы в течение долгого времени, по крайней мере в некоторых городах (Толедо), применяли свой кодекс законов — «Фуэро Хузго». Однако все дела о преступлениях, наказываемых смертной казнью, и, в частности, делами о преступлениях против мусульманской религии, рассматривали судьи-мусульмане.
В период ухудшения условий жизни в Аль-Андалусе, который был вызван началом Реконкисты, некоторые мосарабы приняли приглашение поселиться на отвоёванных христианскими королевствами территориях. Они привнесли в испано-вестготские традиции христианского севера Пиренейского полуострова атрибуты мусульманской культуры.